# Dub černý
Dub černý (Quercus nigra) je opadavý až poloopadavý strom až 30 metrů vysoký. Pochází z jihovýchodních oblasti USA, kde roste zejména na vlhkých stanovištích. V Česku je pěstován výjimečně.

## Popis
Dub černý je opadavý až poloopadavý strom dorůstající výšky 20, řidčeji až 30 mterů. Koruna je okrouhlá, symetrická. Borka je šedavě černá, s mělkými nepravidelnými puklinami. Listy v domovině často vytrvávají na stromě do dalšího roku. Letorosty jsou tmavě hnědočervené, 1,5 až 2,5 mm tlusté, lysé. červenohnědé, vejcovité, Koncové pupeny jsou červenohnědé, 3 až 6,5 mm dlouhé, celé pýřité nebo v horní části hustě chlupaté. Listy jsou obkosníkovité nebo úzce obvejčité, řidčeji eliptické nebo vejčité, s 3 až 12 cm dlouhou a 1,5 až 6 cm širokou čepelí, na bázi klínovité až uťaté, řidčeji zaoblené, na vrcholu špičaté, zaoblené až tupé. Listy jsou celokrajné s jedinou osinkou na vrcholu nebo se 2 až 3 mělkými laloky v horní třetině čepele a s 2 až 5 osinkami, na líci lysé, na rubu lysé s výjimkou nepatrných chomáčků chlupů v paždí žilek. Řapíky jsou jen 2 až 9 mm dlouhé, lysé. Žaludy dozrávají 2. rokem, jsou široce vejcovité až kulovité, 9 až 18 mm dlouhé a stejně široké, do 1/4 až 1/3 kryté miskovitou číškou. Číška je z vnitřní strany stejnoměrně chlupatá, na vnějším povrchu pýřitá.

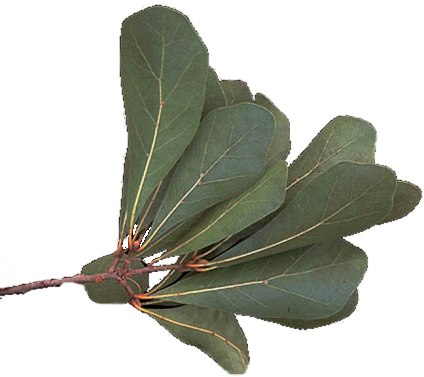
Větévka dubu černého
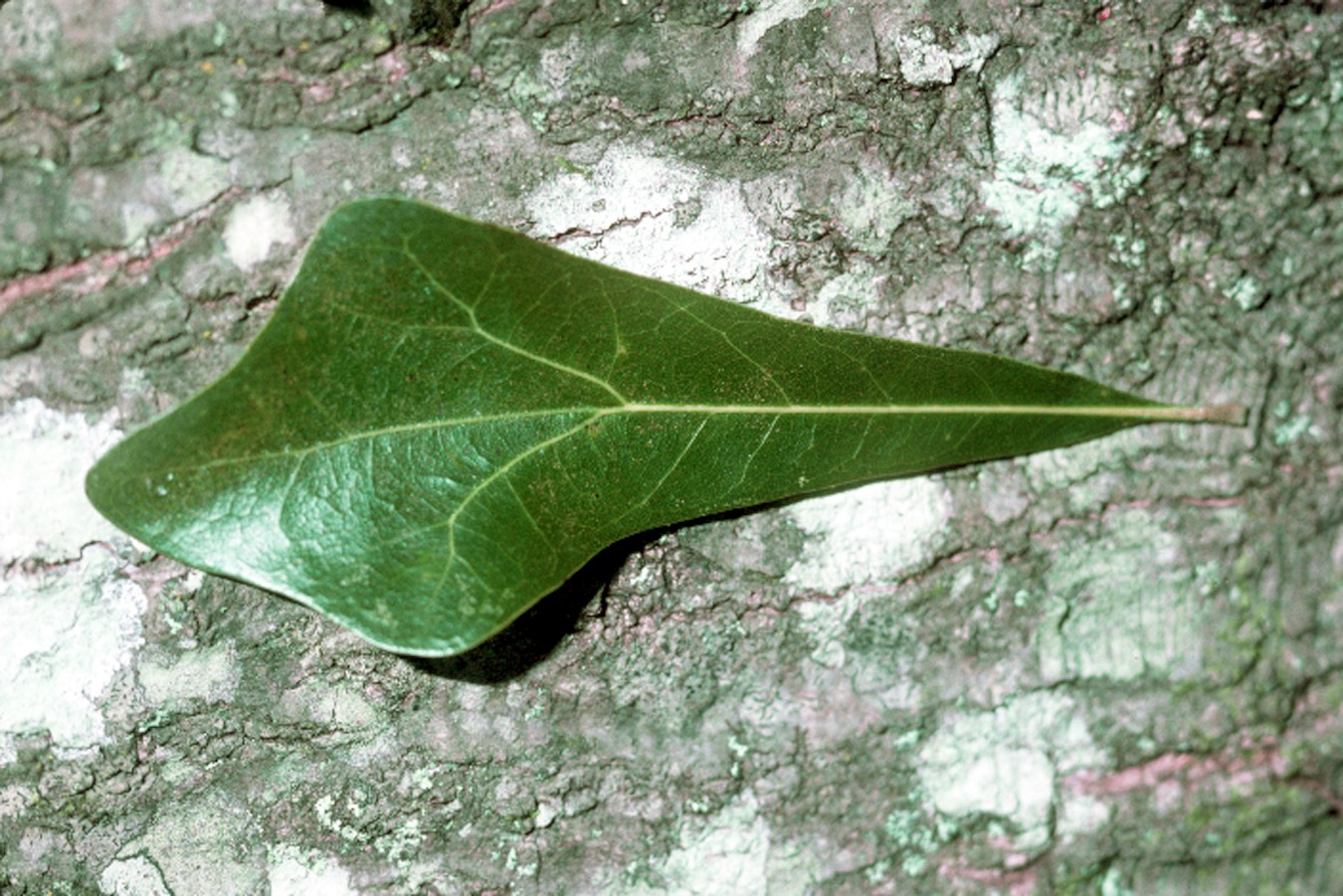
List dubu černého
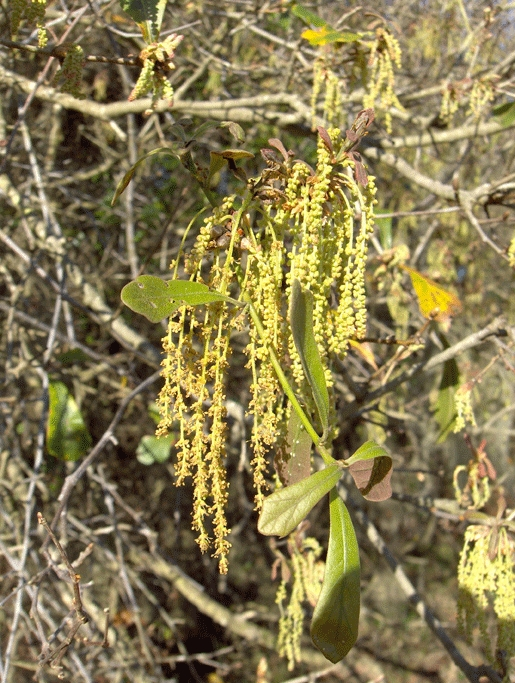
Samčí květenství dubu černého
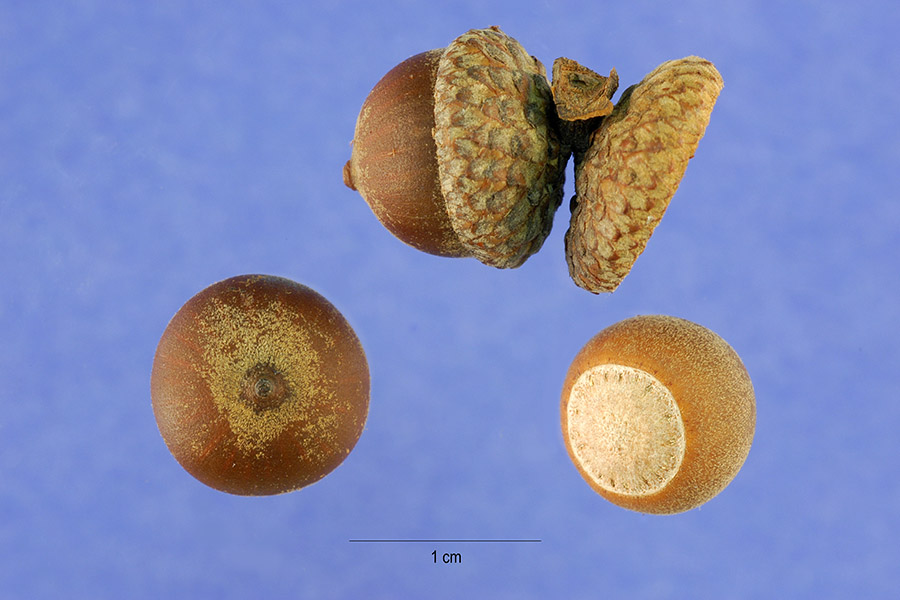
Žaludy dubu černého

## Rozšíření
Dub černý je rozšířen v jihovýchodních oblastech USA. Typicky roste na vlhkých až mokrých stanovištích v nížinách a na říčních náplavech, vyskytuje se však na celé řadě různých biotopů s různými půdními typy, na pustých místech, písečných přesypech a svazích v nadmořských výškách do 450 metrů. Je to rychle rostoucí dřevina dožívající se stáří až 150 let.
V oblastech společného výskytu se dub černý kříží s jinými duby ze sekce Lobatae, zejména s dubem srpovitým (Quercus falcata), dubem marylandským (Q. marilandica), dubem vrbolistým (Q. phellos), dubem sametovým (Q. velutina) a duby Q. incana, Q. laevis či Q. shumardii.

## Význam
Dub černý byl zaveden do Evropy v roce 1724. V Česku je pěstován jen vzácně. Je uváděn z Arboreta Žampach.